# Laughter Chilembe
Laughter Chilembe (Zambia, 25 de noviembre de 1975) es un exfutbolista de Zambia que jugaba en la posición de lateral derecho.

## Carrera

### Club
| Periodo   | Club               |
| --------- | ------------------ |
| 1998-2003 | Nchanga Rangers FC |
| 2004-2005 | CAPS United FC     |
| 2006-2007 | Nchanga Rangers FC |
| 2008–2011 | Power Dynamos FC   |
| 2012–2016 | NAPSA Stars FC     |

### Selección nacional
Jugó para Zambia en 43 ocasiones de 1999 a 2005 y anotó dos goles; participó en dos ediciones de la Copa Africana de Naciones.
| # | Date      | Venue                                     | Opponent | Score | Result | Competition                |
| - | --------- | ----------------------------------------- | -------- | ----- | ------ | -------------------------- |
| 1 | 1-2-2000  | Lagos National Stadium, Surulere, Nigeria | Senegal  | 1–1   | 2–2    | 2000 Africa Cup of Nations |
| 2 | 22-3-2003 | Amahoro Stadium, Kigali, Ruanda           | Ruanda   | 1–0   | 1–1    | Amistoso                   |

## Logros
- Zambian Premier League: 1998, 2011
- Copa de Zambia: 2009, 2011, 2012
- Zimbabue Premier Soccer League: 2004, 2005
- Copa de Zimbabue: 2004